# 柳生友矩

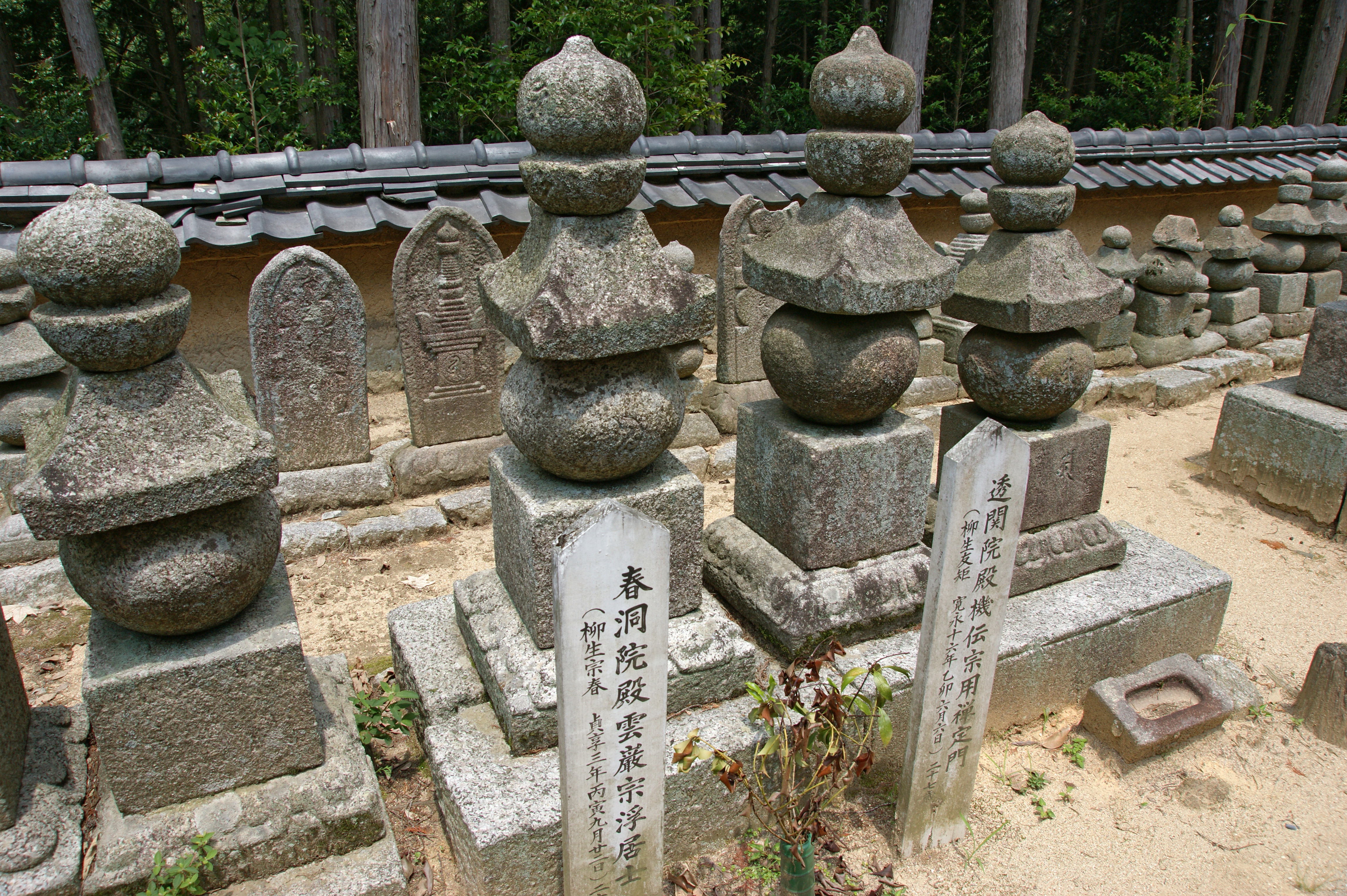
芳徳寺境内にある柳生一族の墓所。中央右が友矩の墓

柳生 友矩（やぎゅう とものり）は、江戸時代前期の将軍の近臣、旗本。通称は左門あるいは刑部。官位は従五位下・刑部少輔。
父は徳川将軍家の兵法指南を務めて柳生藩を立藩した柳生宗矩。異母兄に剣豪として知られる柳生三厳（十兵衛）、同歳の異母弟に柳生宗冬、列堂義仙がいる。生母は側室であり、友矩は庶子であった。徳川家光の勘気をこうむって致仕した兄・三厳に代わって家光に仕え、常に剣術の相手を務めるなど大いに寵愛されたが早世した。

## 略歴
慶長18年（1613年）に柳生庄（現在の奈良市柳生町）で誕生した。寛永4年（1627年）に初めて家光に謁見し、その小姓となる。寛永11年（1634年）の家光の上洛に供奉し、同年7月に徒士頭となる。8月には父・宗矩に並ぶ従五位下刑部小輔に叙任し、11月には山城国相楽郡の2000石の領地を授かるなど厚遇を受ける。その後、病にかかって職を辞し、父・宗矩の封地・柳生庄で静養するが、寛永16年（1639年）に27歳で死去した（『寛政重修諸家譜』では38歳とされる）。
墓所は、奈良市柳生町の芳徳寺にある。また、異母弟の宗冬は菩提を弔うために、友矩の居館を一寺とし、遺領の南大河原に十輪寺を建立している（『玉栄拾遺』）。

## 人物
柳生家の家譜である『玉栄拾遺』では、当時の人々から将来必ず股肱の臣となると言われたとある他、「性質無双文才に富み、又新陰の術に長したまふ」と評している。家光の寵遇厚く、13万石（あるいは4万石とも）を与える旨の御墨付きを受けたという記述もあるが、事実を疑う意見もある。
早世した事もあって父や兄弟たちと違い、武術書の類は残していないが、異母弟・宗冬の著述の中には、兵法について友矩と交わした対話を記したものがあり、友矩の兵法観の一端を知ることができる。

## フィクションでの扱い
友矩は27歳で夭折したとされる。また徳川家光がその死を聞きつけ、父・宗矩に対して激昂したともされる。しかし、この種の逸話についての真偽は不明であり、人物像もその死の状況もまたはっきりしない。歴史学など学術的視点からは、そもそも事跡の研究対象として扱われることがあまりない人物である。そうしたことから、各種フィクションのキャラクターとしての友矩（左門）は「謎の頓死を遂げる柳生の御曹司・悲劇の美男」として物語の必要に応じた自在なアレンジを加えやすい人物で、その最期も多くの作家が様々に描いている。ただし一方では、最初から存在すらしなかったことにしている作品もある。
家光の寵愛や友矩の死を受けての激昂の理由としては、家光と友矩の間に衆道の関係があったと設定する作品が少なくない。さらには友矩の死後の時代が描かれる場合には、家光が友矩の死に対する怨恨を柳生家に向け、宗矩の死に際して遺領を三厳と宗冬で分割するように命じ、柳生家を大名の地位から追い落としたという設定がされることもある。
- 山岡荘八の小説『柳生宗矩』では、家光の寵愛が重すぎると判断した宗矩にその美貌を破壊され、柳生に隠棲する。その後、宗矩の使わした者に斬られ、絶望ゆえの自殺のような状況で死を迎える。
- 五味康祐の短編小説『堀主水と宗矩』では、堀主水一党を尾行中に真鍋小兵衛によって斬られる。
- 隆慶一郎の連作短編小説集『柳生非情剣』所収の『柳枝の剣』では、家光の寵愛が重たすぎることに激昂した宗矩によって、兄・十兵衛を刺客に放たれる。この兄弟対決で友矩は覚悟を決め、堂々と立ち会う。本作は『柳生非情剣 SAMON』として漫画化された。
- 荒山徹の小説『柳生大戦争』では、家光の寵愛が重すぎると判断した宗矩と立ち会いこれを撃破、朝鮮に渡り大陰謀を企てることとなる。
- 深作欣二監督の映画『柳生一族の陰謀』では烏丸少将に斬殺される。同じく深作監督の映画『魔界転生』では、転生した宮本武蔵に撲殺される。
- 工藤かずや・武本サブローの劇画『荒鬼』では、家光の命により密かに大太刀を修業し、柳生の大太刀を賭けた御前試合で柳生兵庫介に勝利するが、直前まで何も知らされず面目を潰される格好になった宗矩の苦渋の依頼で荒木又右衛門に討たれる。
- 加藤廣の小説『秘録島原の乱』では、島原の乱に加わり、その後琉球に落ち延びることとなる。
- 菊地秀行の小説『柳生刑部 秘剣行』では、若くして亡くなったが、「離魂術」によってもう一人の自分(ドッペルゲンガー)を操る存在として甦り、但馬守の命を受け幕府の危機を解決するため敵と戦う[3]。

映像作品における友矩（左門）役は、過去に平田昭彦・田村亮・目黒祐樹などが演じており、主に20代後半から30歳前後までの、アクションシーンないし殺陣ができて若手期待株と目される俳優が配される役どころである。